# شهرناز، سوریه
شهرناز (به عربی: شهرناز) یک روستا در سوریه است که در ناحیه قلعه المضیق واقع شده‌است. شهرناز ۱٬۶۴۶ نفر جمعیت دارد.